# برولی، نیو ساوت ولز
برولی (به انگلیسی: Broulee) یک شهرک در استرالیا است که در نیو ساوت ولز واقع شده‌است.